# Vlachovo Březí

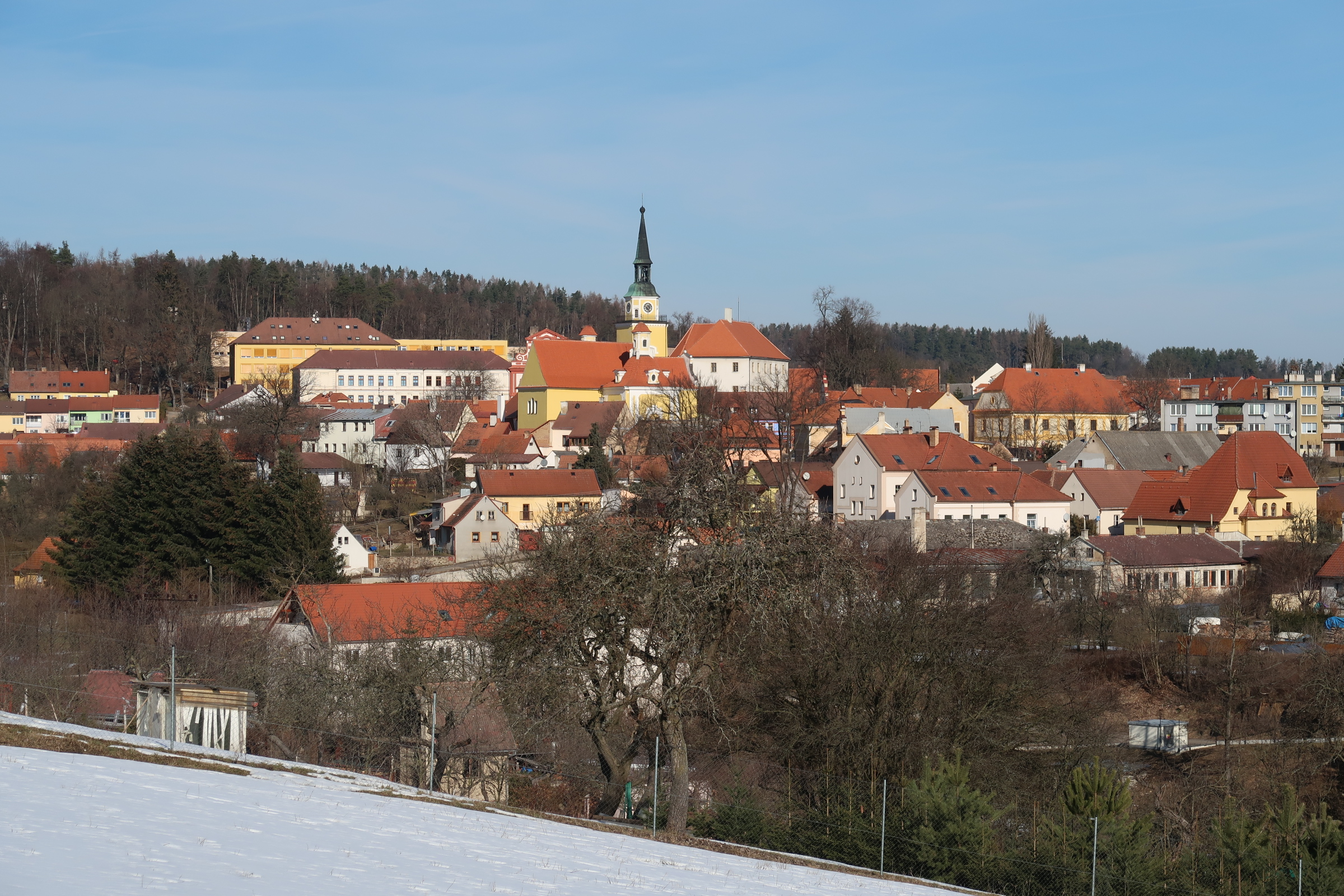
Vlachovo Březí (2019)

Vlachovo Březí (deutsch Wällisch Birken, auch Wällischbirken, älter auch Welschbirken) ist eine Stadt mit 1669 Einwohnern (2006) in Tschechien. Sie liegt neun Kilometer nördlich von Prachatice und gehört zum Okres Prachatice. Die Katasterfläche beträgt 1996 ha.

## Geographie

### Lage
Die Stadt befindet sich in 525 m ü. M. im Tal des Libotyňský potok. Durch die Stadt führt die Staatsstraße 144 zwischen Husinec und Volyně.
Nachbarorte sind Újezdec und Konopiště im Norden, Lipovice im Nordosten, Chocholatá Lhota im Osten, Budkov und Husinec im Südosten, Chlumany im Süden, Dolní Kožlí und Horní Kožlí im Südwesten, Doubrava und Uhřice im Westen sowie Horní Nakvasovice und Dolní Nakvasovice im Nordwesten.

### Gemeindegliederung
Die Stadt Vlachovo Březí besteht aus den Ortsteilen Chocholatá Lhota (Dorf Lhotka), Dachov (Dachau), Dolní Kožlí (Unter Kosli), Doubrava (Doubrawa), Horní Kožlí (Ober Kosli), Mojkov (Mojkau), Uhřice (Auerschitz) und Vlachovo Březí.
Das Gemeindegebiet gliedert sich in die Katastralbezirke Chocholatá Lhota, Dachov, Dolní Kožlí, Horní Kožlí, Mojkov, Uhřice und Vlachovo Březí.

### Nachbargemeinden
| Zálezly    | Bušanovice, Újezdec                         | Lipovice |
| Radhostice | Kompassrose, die auf Nachbargemeinden zeigt | Budkov   |
| Žárovná    | Lažiště, Dvory, Pěčnov                      | Chlumany |

## Geschichte
Die erste urkundliche Erwähnung von Březí stammt aus dem Jahre 1274. Zu dieser Zeit war das Adelsgeschlecht z Březí Besitzer des Ortes. Später erwarben die Malovec von Malovice, deren von Vladislav Malovec abstammende Linie sich seit dem Beginn des 15. Jahrhunderts Vlach Malovec z Březí nannte, die Herrschaft Březí. 1468 brannte die gotische Feste nieder und an ihrer Stelle entstand später ein Renaissanceschloss, das 1620 abbrannte. 1538 erhob König Ferdinand I. Březí zum Marktflecken.
Nach dem Dreißigjährigen Krieg erwarb Karl Leopold Caretto di Millesimo den Besitz. 1676 wurde Freiherr von Wunschwitz, der die Herrschaft 1680 an Gundakar von Dietrichstein verkaufte. Zu dieser Zeit entwickelte sich Březí zu einem Zentrum der Tuchmacherei, deren Produkte bis Passau und Linz vertrieben wurden. Der Flecken wuchs auf ca. 3000 Einwohner und es entstand eine jüdische Gemeinde. 1858 erbten die Herbersteiner das Schloss mit allem Zubehör.
1868 wurde Vlachovo Březí zur Stadt erhoben. 1948 erfolgte die Enteignung der Familie von Herberstein. Ab diesem Zeitraum wurde das Stadtbild durch die Errichtung von gleichförmigen Plattenbauten und eines überdimensionierten Schulgeländes beeinträchtigt. 1968 verlor der Ort die Stadtrechte und erhielt sie am 10. Oktober 2006 zurück.

## Sehenswürdigkeiten

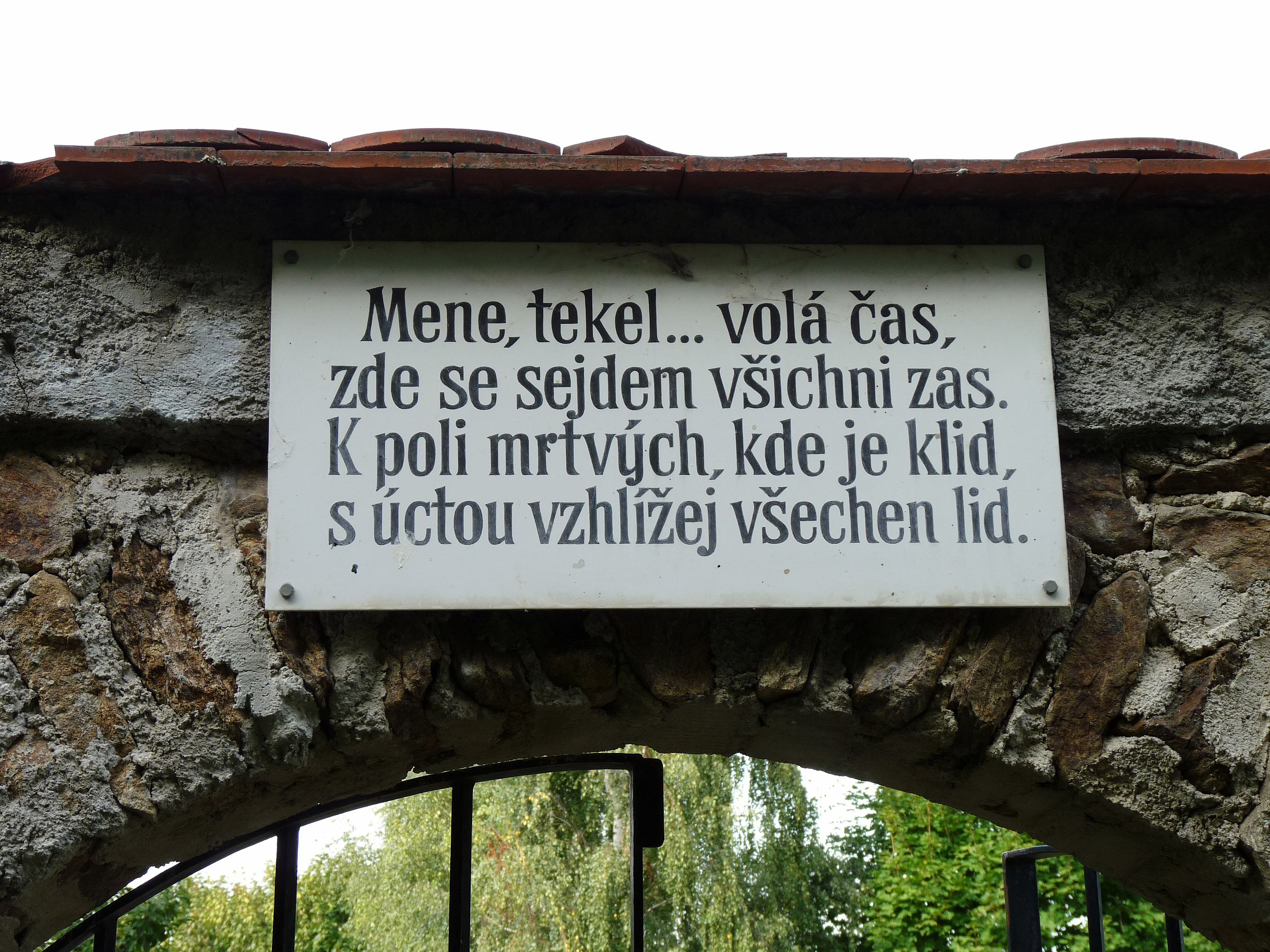
Aufschrift Menetekel am Eingangstor des jüdischen Friedhofs

- Barockschloss im Stadtzentrum, 1698 unter den Dietrichsteinern errichtet
- barocke Pfarrkirche der Verkündigung der Jungfrau Maria, zwischen 1659 und 1669 an Stelle eines romanischen Vorgängerbaus von 1359 errichtet. 1735 erfolgte ein Umbau, bei dem auch die Kapellen der Hl. Barbara und des Johannes von Nepomuk hinzukamen.
- Heiliggeistkapelle aus dem 18. Jahrhundert, zu der seit 1853 ein Kreuzweg führt
- Jüdischer Friedhof
- Ehemalige Synagoge
- Dekanatshaus am Markt
- Schlossbrauerei

## Persönlichkeiten

### Söhne und Töchter der Stadt
- Joseph Drechsler (1782–1852), Komponist
- Jan Vlastislav Plánek (1789–1865), tschechischer Dichter
- Karel Traxler (1866–1936), tschechischer Schachspieler und Schachkomponist
- Jan Matulka (1890–1972), tschechisch-US-amerikanischer Maler, Kunstlehrer und Grafiker

### In der Stadt lebten und wirkten
- Jakub Bursa (* 1813 in Dolní Nakrasovice; † 1884 in Wällisch Birken), böhmischer Baumeister